# Piedrafita Camporredondo
Piedrafita Camporredondo (llamada oficialmente San Xoán de Pedrafita de Camporredondo) es una parroquia española del municipio de Baralla, en la provincia de Lugo, Galicia.

## Organización territorial
La parroquia está formada por cuatro entidades de población:
- Biduedo
- Camporredondo
- Pedrafita
- Vilachá

## Demografía
| Gráfica de evolución demográfica de Piedrafita Camporredondo entre 2000 y 2019 |
|                                                                                |
| Datos según el nomenclátor publicado por el INE.                               |